# Blåmunke (slægt)
Blåmunke (Jasione) er en lille slægt med omkring 10 arter og en hel del underarter, som er udbredt i Europa, Mellemøsten og Asien. Det er én- to- eller flerårige urter med en grundstillet roset af blade og oprette, blomsterbærende skud. De små, regelmæssige blomster er samlet i en kurvlignende stand, og de er hver især blå med lange støvdragere. Her beskrives kun de arter, som er vildtvoksende i Danmark.
| Beskrevne arter |

- Blåmunke (Jasione montana)